# Креер, Витольд Анатольевич
Вито́льд Анато́льевич Кре́ер (12 октября 1932, Краснодар, Северо-Кавказский край — 1 августа 2020, Москва) — советский легкоатлет, двукратный призёр Олимпийских игр. Мастер спорта СССР (1956). Заслуженный мастер спорта СССР (1965), заслуженный тренер СССР (1972).

## Биография
На Олимпиаде в Мельбурне 1956 года Витольд Креер завоевал бронзовую медаль в тройном прыжке с результатом 16,02 м. На следующих Олимпийских играх 1960 в Риме он также был третьим, прыгнув на 16,43 м. А на своей третьей Олимпиаде в Токио в 1964 году он не смог пройти квалификацию.
Чемпион СССР 1960 и 1961 годов в тройном прыжке.
После завершения спортивной карьеры окончил Московский областной педагогический институт (1961).
С 1967 года старший тренер сборной команды СССР, затем России по легкоатлетическим прыжкам. Тренер сборной СССР на Олимпийских играх 1968, 1972, 1976, 1980, сборной России на Олимпийских играх 2000 года. Подготовил 3-кратного олимпийского чемпиона Виктора Санеева.
Автор книг «Тройной прыжок», «Ищу единомышленника», «Две бронзы», «Учись прыгать» и др.

## Награды
- Орден «Знак Почёта» (16.09.1960) — за успешные выступления в XVII летних и VIII зимних Олимпийских играх 1960 года, а также за выдающиеся спортивные достижения[6]
- Медаль «За трудовую доблесть» (27.04.1957) — «за успехи, достигнутые в деле развития массового физкультурного движения в стране, повышения мастерства советских спортсменов, и успешное выступление на международных соревнованиях»